# Pop Team Epic
Pop Team Epic (ポプテピピック Poputepipikku?) es una serie de webcomic y manga digital de comedia surrealista japonesa en formato yonkoma escrita e ilustrada por Bkub Ōkawa (alternativamente romanizado como «Bukubu Okawa»), que comenzó a serializarse en el sitio web Manga Life Win de Takeshobo en agosto de 2014. Takeshobo ha lanzado siete volúmenes en Japón. El manga tiene licencia en Norteamérica por Vertical.
El manga narra las desventuras de dos niñas de 14 años llamadas Popuko y Pipimi, que se encuentran con una variedad de situaciones tanto mundanas como extrañas y responden a ellas de formas igualmente extrañas y exageradas. El manga se destaca por sus frecuentes parodias de la cultura popular y su combinación de surrealismo, absurdo y non-sequitur, todo lo cual ha contribuido a que desarrolle un culto entre el público japonés y occidental. Una adaptación de la serie a anime animada por Kamikaze Dōga y producida por King Records se transmitió en BS11 del 6 de enero al 25 de marzo de 2018, y dos episodios especiales se emitieron el 1 de abril de 2019. Una segunda temporada de Kamikaze Douga y Space Neko Company se estrenó el 2 de octubre de 2022.

## Argumento
El estilo y situaciones que se presentan suelen incluir temas diversos, dramatizaciones, parodias y gags; no tiene una línea argumental definida. Cada capítulo se presenta a las protagonistas Popuko y Pipimi realizando una parodia o gag diferente.

## Personajes
Popuko (ポプ子 Popuko?)
Una niña de 14 años vestida de colegiala. Es de baja estatura y cabello corto con dos pequeñas coletas. Suele enojarse fácilmente, es violenta y usa mucho la señal higa.
Pipimi (ピピ美 Pipimi?)
Una niña de 14 años vestida de colegiala. Es más alta que Popuko. Su cabello es de color azul, largo y atado con un moño y tiene la cara alargada. Ella es dulce con Popuko. Aunque no es tan violenta como Pupuko, ella a veces le provoca ese comportamiento en Popuko para enfrentar situaciones y la apoya. Rara vez puede llegar a tener un comportamiento perturbador.

## Seiyū
Para la voz del personaje de Popuko:
| Seiyū        | Seiyū | Seiyū |
| Episodio     | Parte A | Parte B |
| ------------ | --- | --- |
| 1            | Masashi Ebara | Ami Koshimizu |
| 2            | Aoi Yūki | Toshio Furukawa |
| 3            | Mikako Komatsu | Ryūsei Nakao |
| 4            | Yōko Hikasa | Tesshō Genda |
| 5            | Tomoko Kaneda | Yūichi Nakamura |
| 6            | Yūko Sanpei | Hiro Shimono |
| 7            | Satomi Satō | Showtaro Morikubo |
| 8            | Sumire Morohoshi | Masaya Onosaka |
| 9            | Sora Amamiya | Junji Majima |
| 10           | Motoko Kumai | Chikahiro Kobayashi |
| 11           | Nana Mizuki | Hozumi Gōda |
| 12           | Masako Nozawa | Shō Hayami |
| 13           | Eri Kitamura | Ryō Horikawa |
| 14           | Tomo Muranaka | Akio Ōtsuka |
| "Especial 1" | Yukari Tamura (Blue Dragon) Kana Hanazawa (White Tiger) Sakiko Tamagawa (Vermilion Bird) Yumiri Hanamori (Black Tortoise) | Sōichirō Hoshi (Blue Dragon) Kappei Yamaguchi (White Tiger) Yūki Ono (Vermilion Bird) Takahiro Sakurai (Black Tortoise)    |
| "Especial 2" | Mariko Kouda (Blue Dragon) Emiri Katō (White Tiger) Junko Takeuchi (Vermilion Bird) Fumiko Orikasa (Black Tortoise)       | Nobuo Tobita (Blue Dragon), Tomokazu Seki (White Tiger) Toshihiko Seki (Vermilion Bird) Hikaru Midorikawa (Black Tortoise) |

- Segmentos de "Bob Epic Team": Shunsuke Itakura (Team AC) (#1 - #6, #8 - #12, "Especial 2"), Shunsuke Itakura (Team AC), Tōru Adachi (Team AC) (#7, "Especial 1")
- Japon Mignon: Fanny Bloc Marie Facundo (Especiales)

Para la voz del personaje de Pipimi:
| Seiyū        | Seiyū | Seiyū |
| Episodio     | Parte A | Parte B |
| ------------ | --- | --- |
| 1            | Hōchū Ōtsuka | Noriko Hidaka |
| 2            | Ayana Taketatsu | Shigeru Chiba |
| 3            | Sumire Uesaka | Norio Wakamoto |
| 4            | Chiyako Shibahara | Akira Kamiya |
| 5            | Aki Toyosaki | Tomokazu Sugita |
| 6            | Kanae Oki | Yūki Kaji |
| 7            | Akiko Yajima | Kōsuke Toriumi |
| 8            | Minako Kotobuki | Akio Suyama |
| 9            | Ikue Otani | Mitsuo Iwata |
| 10           | Yumi Kakazu | Wataru Takagi |
| 11           | Satomi Kōrogi | Banjō Ginga |
| 12           | Kotono Mitsuishi | Jouji Nakata |
| 13           | Minori Chihara | Takaaki Torashima                                                                                                  |
| 14           | Chinatsu Akasaki | Nobuhiko Okamoto                                                                                                   |
| "Especial 1" | Yui Horie (Blue Dragon) Haruka Tomatsu (White Tiger) Ryōka Yuzuki (Vermilion Bird) Nao Tōyama (Black Tortoise)       | Akira Ishida (Blue Dragon), Kenichi Ogata (White Tiger) Kenshō Ono (Vermilion Bird) Jun Fukuyama (Black Tortoise)  |
| "Especial 2" | Kikuko Inoue (Blue Dragon) Kaori Fukuhara (White Tiger) Rei Sakuma (Vermilion Bird) Etsuko Kozakura (Black Tortoise) | Bin Shimada (Blue Dragon) Yōsuke Akimoto (White Tiger) Kōji Yusa (Vermilion Bird) Takehito Koyasu (Black Tortoise) |

- Segmentos de "Bob Epic Team": Tōru Adachi (Team AC) (#1 - #6, #8 - #12, "Especial 2"), Tōru Adachi (Team AC), Shunsuke Itakura (Team AC) (#7, "Especial 1")
- Japon Mignon: Christine Bellier (Serie de anime), Kaycie Chase (Especiales)

## Media

### Manga
El manga empezó a publicarse en el sitio web de Comic Life Win desde 2014. Desde enero de 2015, la revista Manga Life agregó el manga a su edición de febrero, durando publicada hasta noviembre. Takeshobo publicó el primer volumen en 2015 cuando el manga y sus personajes se volvieron populares en Japón y el extranjero. Una tercera parte del manga comenzó a publicarse de manera digital en el sitio web Manga Life Win desde octubre de 2017.

#### Volúmenes publicados
| Volúmenes de manga publicados | Volúmenes de manga publicados                          | Volúmenes de manga publicados | Volúmenes de manga publicados |
| Número                        | Título                                                 | Fecha de publicación          | ISBN                          |
| ----------------------------- | ------------------------------------------------------ | ----------------------------- | ----------------------------- |
| 1                             | ポプテピピック                                         | 7 de diciembre de 2015        | ISBN 978-4-8019-5419-9        |
| 2                             | ポプテピピック ＳＥＣＯＮＤ ＳＥＡＳＯＮ               | 7 de junio de 2017            | ISBN 978-4-8019-5957-6        |
| 3                             | ポプテピピック ＳＥＡＳＯＮ ＴＨＲＥＥ ＡＮＤ ＦＯＵＲ | 7 de marzo de 2019            | ISBN 978-4-8019-6549-2        |
| 4                             | ポプテピピック SEASON FIVE                             | 5 de marzo de 2021            | ISBN 978-4-8019-7228-5        |
| 5                             | ポプテピピック SEASON SIX                              | 7 de diciembre de 2021        | ISBN 978-4-8019-7495-1        |
| 6                             | ポプテピピック SEASON SEVEN                            | 14 de julio de 2023           | ISBN 978-4-8019-8099-0        |
| 7                             | ポプテピピック SEASON EIGHT                            | 17 de junio de 2024           | ISBN 978-4-8019-8329-8        |

### Anime
En abril de 2017, el sitio web del autor anunció que el manga tendría una adaptación a anime. Las compañías involucradas en la producción son Kamikaze Dōga y King Records. Se emitió entre el 6 de enero al 25 de marzo de 2018.
El tema de apertura es Pop Team Epic, interpretado por Sumire Uesaka y el tema de cierre es Poppy Pappy Day, interpretado por diferentes cantantes entre varios episodios. Cuenta con un total de 12 episodios. Sentai Filmworks licenció el anime para emitirlo en "Hidive". Crunchyroll emitió la serie de manera simultánea con doblaje hecho por Funimation. El 1 de abril de 2019 se emitieron dos episodios especiales de la serie.

### Lista de episodios
| Episodios primera temporada | Episodios primera temporada | Episodios primera temporada |
| Número                      | Título | Fecha de estreno            |
| --------------------------- | --- | --------------------------- |
| 1                           | «¡Solo te lo diré a ti!» «Deai» (出会い)                                                                                        | 7 de enero de 2018          |
| 2                           | «Vanver» «I jigen yūgi vu~an'vū» (異次元遊戯ヴァンヴー)                                                                         | 14 de enero de 2018         |
| 3                           | «El documental» «Za Dokyumento» (ザ・ドキュメント)                                                                              | 21 de enero de 2018         |
| 4                           | «Skeleton World Cup Grand Prix 2018» «SWGP 2018» (SWGP 2018)                                                                    | 28 de enero de 2018         |
| 5                           | «Ima Yobi» «Imo Yoba» (イモ☆ヨバ)                                                                                               | 4 de febrero de 2018        |
| 6                           | «Trigésimo combate entre humano y máquina» «Dai 30-ki den'nō-sen» (第30期 電脳戦)                                               | 11 de febrero de 2018       |
| 7                           | «Hellshake Yano» «Herusheiku Yano» (ヘルシェイク矢野)                                                                           | 18 de febrero de 2018       |
| 8                           | «El dragón creciente de Iidabashi - La venganza de Pipi» «Īdabashi no Shōryū 〜Fukushū no Pipi〜» (飯田橋の昇竜 〜復讐のピピ〜) | 25 de febrero de 2018       |
| 9                           | «Bailando con un milagro» «Kiseki to Dansu o» (奇跡とダンスを)                                                                  | 4 de marzo de 2018          |
| 10                          | «Hostess Detectives de Ginza» «Ginza Hosutesu Tantei» (銀座ホステス探偵)                                                        | 11 de marzo de 2018         |
| 11                          | «Casa Encantada» «Jukan» (呪館)                                                                                                 | 18 de marzo de 2018         |
| 12                          | «La era de Pop Team Epic» «The Age of Pop Team Epic» (The Age of Pop Team Epic)                                                 | 25 de marzo de 2018         |
| "Especial 1"                | «La tienda de conveniencia» «Konbini» (コンビニ)                                                                                | 1 de abril de 2019          |
| "Especial 2"                | «Edo Era Pop Team» «Ōedo Popute» (大江戸ポプテ)                                                                                 | 1 de abril de 2019          |

| Episodios segunda temporada | Episodios segunda temporada | Episodios segunda temporada |
| Número                      | Título | Fecha de estreno            |
| --------------------------- | --- | --------------------------- |
| 1                           | «Identidad» «Aidentiti» (アイデンティティ) | 2 de octubre de 2022        |
| 2                           | «¡Vamos allá! ¡Combinación enorme de narices!» «Gureto Baribari Pipikku 'Deta! Chou Kuso Deka Gattai'» (グレートバリバリピピック「出た！超クソデカ合体」) | 8 de octubre de 2022        |
| 3                           | «Poputan» «Poputan» (POPUTAN) | 15 de octubre de 2022       |
| 4                           | «Combates de tren» «Torein Batoru» (トレインバトル) | 22 de octubre de 2022       |
| 5                           | «Shining Shoulder» «Shainingu Shorudaa» (SHINING SHOULDER)                                                                                                | 29 de octubre de 2022       |
| 6                           | «POP Memories To YOU» «POP Memoriizu tu YOU» (POPメモリーズとぅYOU)                                                                                       | 5 de noviembre de 2022      |
| 7                           | «Hellshake Yano» «Raizingu Heru Herusheiku no Ya» (ライジング・ヘル ヘルシェイクの矢)                                                                     | 12 de noviembre de 2022     |
| 8                           | «Pop Team Epic / Battle Royale» «Poputepipikku Batoru Rowaiyaru» (ポプテピピックバトルロワイヤル)                                                         | 19 de noviembre de 2022     |
| 9                           | «Bump Boo Crusaders» «Bumpu Bu Crusaders» (BUMP-BOO-CRUSADERS)                                                                                            | 26 de noviembre de 2022     |
| 10                          | «El Reino Natural» «Shizen no Oukoku» (自然の王国) | 3 de diciembre de 2022      |
| 11                          | «La selección de un dúo maduro» «Jukunen Konbi Pipikku» (熟年コンビピピック)                                                                              | 10 de diciembre de 2022     |
| 12                          | «Patrulla Temporal» «Endoresu Rabu» (エンドレス ラブ) | 17 de diciembre de 2022     |